# Кириллина, Зинаида Васильевна
Зинаида Васильевна Кириллина (до замужества Абрамкина; род. 8 апреля 1936, Москва — 2 сентября 2013, Москва) — советская спортсменка, пятикратная чемпионка Европы (1957—1961) и шестикратная чемпионка СССР (1957—1961, 1963) по академической гребле. Заслуженный мастер спорта СССР (1963).

## Биография
Родилась 8 апреля 1936 года в Москве. Начинала заниматься академической греблей в спортивном обществе «Крылья Советов» у Валентины Сиротинской. Впоследствии продолжила тренироваться в ДСО «Труд» под руководством Петра Пахомова.
Наиболее значимых результатов добивалась в конце 1950-х и начале 1960-х годов, когда шесть раз становилась чемпионкой СССР в классе восьмёрок. В тот же период времени входила в состав сборной страны и пять раз выигрывала золотые медали чемпионатов Европы в той же дисциплине.
В 1960 году окончила школу тренеров при ГЦОЛИФКе имени В. И. Сталина. В 1964 году завершила свою спортивную карьеру. В дальнейшем занималась тренерской деятельностью, с 1970 по 1994 год была директором СДЮШОР по академической гребле МГС ДСО «Труд». 
Умерла 2 сентября 2013 года в Москве. Похоронена на Химкинском кладбище.